# Fælles emitter
 Der er for få eller ingen kildehenvisninger i denne artikel, hvilket er et problem. Du kan hjælpe ved at angive troværdige kilder til de påstande, som fremføres i artiklen.

Fælles emitter, også kaldet jordet emitter, er navnet på et forstærkertrin baseret på en bipolar transistor. Navnet skyldes, at transistorens emitter har forbindelse til både forstærkertrinnets indgang og udgang.

## Sådan virker fælles emitter-trinnet overordnet
Som bekendt kræver det mindst 2 ledere at formidle elektrisk energi. Indgangen udgøres af basen (evt. via en (indgangs)kondensator) og enten emitterens spændingsplan eller forsyningsspændingens plan. Essensen er at vi skal påvirke {\displaystyle I_{be}} på en eller anden måde. For et lineart arbejdende trin vil {\displaystyle I_{c}=h_{FE}*I_{be}}.
For alle forstærkertrin gælder det at indgangssignalets impedans og udgangssignalets impedans begge påvirker et trins dynamiske arbejdspunkt. Derfor er de tegnet med på diagrammerne. Impedanserne bliver normalt opfattet som lineare (rent ohmske eller komplekse) – eller ulineare. I denne artikel antager vi for simpelhedens skyld impedanserne for rent ohmske.
Fælles emitter-trinnet med 0V som signaljord er inverterende (dvs. leverer et udgangssignal der er i modfase (180°) i forhold til indgangssignalet) og kan have en i teorien ubegrænset stor indgangsimpedans ved middelstor forstærkning (5-10 ganges spændingsforstærkning), eller middelstor indgangsimpedans (nogle få kiloohm) ved stor forstærkning (over 100 ganges spændingsforstærkning). Udgangsimpedansen er altid middelstor; i praksis fra 500 ohm til 10 kiloohm.
I det følgende præsenteres, beregnes og forklares nogle fælles emittertrin, som ønskes at arbejde næsten lineart.

## Det simplest lineart forspændte fælles emitter-trin

### Typiske designvalg
Som med alt andet har man et problem ved design. Hvordan starter man? Hvad skal vælges? Det er et slags hønen og ægget paradoks. Paradokset består i om man skal starte med de indre muligheder, ydre krav eller økonomiske krav. Det hele bunder i at det er et samspil og ens designvalg virker tilbage på samspillet. Skal jeg starte med at vælge kollektorstrømmen, basisstrømmen osv. Hvilken bipolar transistor skal jeg vælge? Skal der søge helt andre løsningsmodeller? F.eks. mekanisk eller oplæring af brugerne?
Der er mange valgmuligheder og her er det at filosofi éntrerer i elektronik. Derfor er der ligeså mange meninger om det som mennesker. Kig i nyhedsgrupper – her diskuteres livligt om hvad der er "bedst":
- Det er lige meget – vælg den universelle BC547, BC171,...2N3904, 2SB458, 2SB828 – i ældre tid var det OC71, AC126. Nogle elektronikblade har døbt sådanne transistorer TUN (Transistor-Universal-NPN), TUP (Transistor-Universal-PNP). Dog skal man være yderst omhyggelig med benforbindelserne, de er forskellige for forskellige produktkoder.
- Det afhænger af anvendelsen.
- Det er jubelsvært.
  - For signalfrekvenser mindre end ca. 100..1 kHz kan man risikere at trinnet ikke opfører sig som man forventer.
- Hvor mange decimaler skal man arbejde med?
- Hvor præcise skal kondensatorer og modstande være?

For eksemplets skyld vælger vi BC550. Databladet kan downloades her: BC550 Arkiveret 4. marts 2016 hos  Wayback Machine.
Faktoren 10 kan anvendes som en tommelfingerregel i mange designvalg.
Skal udgangssignalet afleveres i en belastningsimpedans på 10 kohm, vælges en trinudgangsimpedans normalt en faktor 10 lavere; 1 kohm. Grunden er at man ved lave frekvenser gerne vil gøre udgangssignalets styrke mindre påvirkelig af belastningsimpedansen. Og for et lineart arbejdende fælles emittertrin er udgangsimpedansen ca. lig kollektormodstanden {\displaystyle R_{3}}. Grunden til dét er, at transistorens mellem kollektor og emitter for lave frekvenser opfører sig som en strømgenerator. En strømgenerator har per definition en uendelig høj indre modstand.
Det næste vi vælger er forsyningsspændingen størrelse. De fleste transistorer kan klare ca. 25V over {\displaystyle V_{ce}} og den kan med visse transistorer være helt op til ca. 1200V – og nogle kan kun tåle nogle få volt.
Vi antager at vi maksimalt har brug for udgangssignaler på {\displaystyle 10V_{ss}} (spids til spids eng. {\displaystyle V_{pp}}). Vi vælger 15V som forsyningsspænding, så vi ikke rammer overstyring.
Da vi har valgt et relativt stort udgangssignal, er det et godt designvalg at lade hvile {\displaystyle V_{ce}} være forsyningsspændinghalve; {\displaystyle U_{cc}/2=(15V)/2=7,5V}. Vi har valgt kollektormodstanden {\displaystyle R_{3}}, så nu har vi også designhvilekollektorstrømmen: {\displaystyle V_{R3}/R_{3}=(7,5V)/(1kohm)=7,5mA}. 
I databladet kan vi finde strømforstærkningsfaktoren {\displaystyle h_{FE}}, men den er afhængig af mange ting, bl.a. kollektorstrømmen. En faktor på 200 er ikke urealistisk at finde i databladet ved {\displaystyle I_{c}=7,5mA}. Men vi har et problem; den kan faktisk være i intervallet 100..700 (mere om det senere).
Vi har at {\displaystyle h_{FE}=I_{c}/I_{b}}. {\displaystyle I_{b}} kan derfor beregnes til at være: {\displaystyle I_{b}=I_{c}/h_{FE}=(7,5mA)/200=37,5uA}. Vi får brug for at kende {\displaystyle V_{be}} ved {\displaystyle I_{b}}. I de fleste lineart arbejdende bipolare silicium baserede transistorer, er der den tommelfingerregel, at {\displaystyle V_{be}} er 0,7V. {\displaystyle V_{be}} er normalt mellem 0,5..0,8V, men i de fleste beregninger betyder denne mulige variation ikke så meget.
Nu kan {\displaystyle R_{1}} beregnes: {\displaystyle R_{1}=(U_{cc}-V_{be})/I_{b}=(15-0,7)/(37,5uA)ca.=381kohm}.
Der er flere designvalg, men dem ser vi bort fra her.
Men vi har faktisk et potentielt stort problem, nemlig at {\displaystyle h_{FE}} har en stor parameterspredning fra transistoreksemplar til eksemplar. Hvis den er 100 eller 700, vil forstærkertrinnets {\displaystyle V_{ce}} være så langt fra det ønskede, at trinnet vil overstyres for større signaler. Hvis vi manuelt ændrer {\displaystyle R_{1}}, så hvile {\displaystyle V_{ce}} er {\displaystyle U_{cc}} halve, går det nogenlunde. I 1950'erne og 1960'erne var transistorer dyre og derfor benyttedes designet. Grunden var, at man fik den maksimal mulige forstærkning og forstærkere blev håndlavet. Her er et nyere design.
DC-kobling vil ikke kunne forbedre forholdene, medmindre der laves en eller anden form for modkobling.

## Et robust forspændt fælles emitter-trin
Nogle af de tidligere designvalg genbruger vi her:
- Maksimal udgangssignal på {\displaystyle 10V_{ss}}.
- {\displaystyle U_{cc}=15V}
- Hvile {\displaystyle V_{R3}} vælges at være forsyningsspændinghalve; {\displaystyle V_{R3}/2=(15V)/2=7,5V}. Vi har valgt kollektormodstanden {\displaystyle R_{3}}, så nu har vi også designhvilekollektorstrømmen: {\displaystyle V_{R3}/R_{3}=7,5V/(1kohm)=7,5mA}.

### Flere designvalg
- Vi har 2 modstande i serie i emitter; {\displaystyle R_{4}} og {\displaystyle R_{5}}. {\displaystyle R_{5}} lader vi være parallel med {\displaystyle C_{3}}.
- Vi vælger {\displaystyle (R_{4}+R_{5})=R_{3}/10}. Faktisk er dette designvalg bestemt af den mindste spændingsforstærkning vi ønsker; {\displaystyle 10gange}.

Det eneste krav vi har til strømforstærkningsfaktoren {\displaystyle h_{FE}} er, at den er væsentlig større end 10.
{\displaystyle R_{4}+R_{5}=100ohm}
Vi antager: {\displaystyle I_{e}ca.=I_{c}}
{\displaystyle U_{R4}+U_{R5}=(R_{4}+R_{5})*I_{e}ca.=(R_{4}+R_{5})*I_{c}=(100ohm)*(7,5mA)=0,75V}
Vi vælger at basisspændingsdelerens strøm er {\displaystyle I_{R1}=I_{R2}=I_{c}/10}. {\displaystyle I_{R1}} kan derfor beregnes til at være: {\displaystyle I_{c}/10=(7,5mA)/10=750uA}. Vi antager at {\displaystyle V_{be}} er {\displaystyle 0,7V}.
{\displaystyle V_{b}=V_{be}+(U_{R4}+U_{R5})=(0,7V)+(0,75V)=1,45V}
{\displaystyle R_{2}=U_{R2}/I_{R2}=(1,45V)/(750uA)ca.=1,9kohm}
{\displaystyle R_{1}=U_{R1}/I_{R1}=(U_{cc}-U_{R2})/I_{R1}=(15V-1,45V)/(750uA)ca.=18kohm}
Faktisk er {\displaystyle I_{R1}} og {\displaystyle I_{R2}} forskellig – men ikke meget hvis {\displaystyle h_{FE}} er mindst 100. I så fald vil {\displaystyle I_{R2}} kun være mellem 90..100% af {\displaystyle I_{R1}}, da noget af strømmen løber ind i basen og ud af emitteren.
I de fleste situationer og især i lineart arbejdende siliciumtransistorer, kan det antages der ikke løbe strøm fra kollektor til basis.

### Ønsker vi en større AC-forstærkning end ca. 10 gange, skal vi dele emittermodstandene således
- Designvalg spændingsforstærkning: 30 gange.

Ved mindre spændingsforstærkningsvalg som er mindst 10 gange mindre end {\displaystyle h_{FE}}, kan trinnets spændingsforstærkning beregnes til at være: spændingsforstærkning=R3/R4.
Ønsker vi 30 gange så skal {\displaystyle R_{4}=(1kohm)/30ca.=33ohm}
{\displaystyle R_{5}=(R_{4}+R_{5})-R_{4}=(100ohm)-(33ohm)=67ohm}

### Mere detaljeret beskrivelse
Selve det at der isættes en eller 2 modstande i emitter og der laves en spændingsdeler til basis er også designvalg. Det skal bemærkes, at det er mindst ligeså godt at "flytte" R1 ind mellem basis og kollektor, som mellem basis og Ucc.
Baggrunden for at man anvender flere komponenter omkring transistoren er følgende:
- At hvilearbejdspunktet er mere robust overfor {\displaystyle h_{FE}} parameterspredning.
- Emittermodstandene {\displaystyle R_{4}} og {\displaystyle R_{5}} gør hvilearbejdspunktet mere robust overfor {\displaystyle V_{be}}-ændringer og især temperaturafhængige {\displaystyle h_{FE}}-ændringer.
- Emittermodstanden {\displaystyle R_{4}} bestemmer hovedsageligt sammen med {\displaystyle R_{3}} og udgangsimpedansen trinnets signalforstærkning.

#### EmittermodstandeneR4{\displaystyle R_{4}}ogR5{\displaystyle R_{5}}
For stort set alle transistorer gælder det at {\displaystyle h_{FE}} stiger med temperaturen. Det resulterer i at {\displaystyle I_{ce}} vil stige med temperaturen – og stiger {\displaystyle I_{ce}} vil den afsatte effekt normalt stige, som igen får temperaturen til at stige. Denne "løbske" effekt, der kaldes termisk run-off, mindsker eller forhindrer man ved hjælp af emittermodstanden {\displaystyle R_{4}+R_{5}}: Hvis hovedstrømmen stiger, vil spændingsfaldet over {\displaystyle R_{4}} stige og da jævnspændingen på basis er den samme som før, falder spændingsfaldet fra basis til emitter, som er afgørende for hvor meget strøm, der passerer fra transistorens kollektor til emitter. Derved stiger strømmen i transistoren væsentlig mindre end uden {\displaystyle R_{4}+R_{5}} og derved effektivt mindsker og hindrer den termiske run-off.

#### EmittermodstandenR4{\displaystyle R_{4}}og til delsR5{\displaystyle R_{5}}
Emittermodstandene vil have den samme dæmpende virkning overfor de vekselspændings-signaler der ønskes forstærket; den vil virke som en lokal modkobling. Dette omgår man til en selvvalgt grad ved hjælp af den såkaldte afkoblingskondensator {\displaystyle C_{3}} over {\displaystyle R_{5}}.

#### Andre analyse og designhjælpeparametre
For frekvenser op til til ca. 100..1 kHz kan man riskere at ovenstående design virker.
Men faktisk skal et forstærkertrin undersøges for tolerance, virkning ved alle frekvenser og som trinnet kan risikere at blive udsat for. I det følgende nævnes kun de lineare modeller. I praksis skal man også tage højde for ulineare påvirkninger indefra trinnet og udefra.
Den simple transistormodel vi anvendte i de 2 ovenstående designeksempler var strømforstærkningsfaktoren {\displaystyle h_{FE}} og {\displaystyle V_{be}}, hvilket ikke er særligt præcist og kun kan antages for frekvenser op til ca. 100..1kHz.
I praksis anvendes mange forskellige modeller, hvor meningen med modellen er at tage højde for transistorens interne egenskaber for hver frekvens:
- For lave frekvenser (LF) anvendes linear 2-port h-parameter transistormodellen
- For høje frekvenser (HF) anvendes linear 2-port y-parameter transistormodellen
- For meget høje frekvenser (VHF, UHF, SHF) anvendes linear 2-port s-parameter transistormodellen

#### Signalinverteringen
Ser man på en "øjeblikssituation" hvor indgangssignalet stiger, vil man se at den stigende hovedstrøm får spændingen over kollektormodstanden {\displaystyle R_{3}} til at stige. Da dennes øverste ende er koblet til et sted med konstant jævnspænding, kan man konkludere at det stigende indgangssignal får udgangssignalet til at falde; forstærkeren er altså inverterende, og udgangssignalet vil være i modfase i forhold til indgangssignalet.

#### Lidt om linear 2-port h-parameter transistormodellen
I de følgende formler repræsenterer symbolet {\displaystyle \|} beregningen for parallelkobling af modstande/impedanser.

##### Indgangsimpedans
Indgangsimpedansen {\displaystyle Z_{ind}} vil afhænge af vekselstrømimpedansen ved transistorens emitter, og derfor af hvorvidt der dér sidder en afkoblingskondensator ({\displaystyle C_{3}} på diagrammet) og R_4>0 ohm eller ej:
- Med afkoblingskondensatoren og R_4=0 gælder at {\displaystyle Z_{ind}=R_{1}\|R_{2}\|h_{IE}}, hvor {\displaystyle h_{IE}=h_{11e}} er transistorens indgangsimpedans i forhold til emitter ("Hybrid Input Emitter")
- Med afkoblingskondensatoren og R_4>0 gælder at {\displaystyle Z_{ind}=R_{1}\|R_{2}\|h_{FE}\cdot \left(R_{4}+r_{E}\right)}, hvor {\displaystyle h_{FE}=h_{21e}} er transistorens egenforstærkning ("Hybrid Forward Emitter") og {\displaystyle r_{E}} er emitterens indre modstand (givet ved {\displaystyle r_{E}={\frac {\mathrm {25mV} }{I_{E}}}})

##### Udgangsimpedans
Udgangsimpedansen er altid givet ved {\displaystyle Z_{ud}=R_{3}\|{\frac {1}{h_{OE}}}}, uafhængigt af en evt belastning {\displaystyle R_{L}} på udgangen og hvor vidt emitteren er afkoblet med kondensatoren {\displaystyle C_{3}} eller ej. {\displaystyle h_{OE}=h_{22e}}

##### Forstærkning
Spændingsforstærkningen afhænger bl.a. af impedansen {\displaystyle Z_{E}} ved transistorens emitter, som igen afhænger af om emitterafkoblingen {\displaystyle C_{3}} er til stede eller ej.
- Hvis emitteren ikke er afkoblet, er {\displaystyle Z_{E}=r_{E}+R_{4}}
- Hvis emitteren er afkoblet, gælder at {\displaystyle Z_{E}=r_{E}}

Derefter afhænger spændingsforstærkningen {\displaystyle A_{u}} også af den evt. belastning {\displaystyle R_{L}} som forstærkeren skal drive, idet
- {\displaystyle A_{u}={\frac {R_{3}\|{\frac {1}{H_{OE}}}\|R_{L}}{Z_{E}}}}

##### Nedre grænsefrekvens
Skillekondensatorerne i ind- og udgang har den bivirkning at de sætte en nedre grænse for frekvenserne i de signaler trinnet kan bearbejde. Disse kondensatorer virker i samspil med ind- og udgangsimpedanserne samt den signalkilde hhv. belastning der tilsluttes, som et højpasled. Derfor skal disse kondensatorer have så tilpas store værdier, at denne nedre grænsefrekvens ikke får nogen praktisk betydning for anvendelsen af forstærkertrinnet.